# Union Mundial de Sistemas de Comunicaciones de Inteligencia

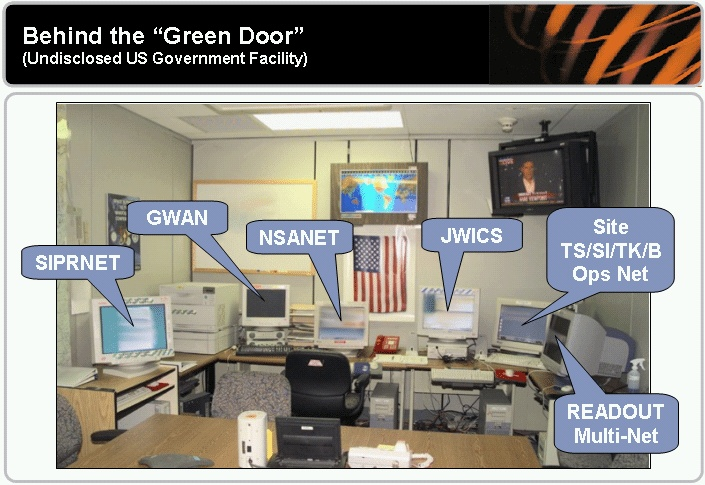
Detrás de la Puerta Verde centro seguro de comunicaciones con SIPRNET, Gwan, NSANET, y el acceso JWICS

La Union Mundial de Sistemas de Comunicaciones de Inteligencia (Joint Worldwide Intelligence Communications System, abreviado JWICS pronunciado JAYwicks), es un sistema de redes de computadora interconectadas utilizado por el Departamento de Defensa y el Departamento de Estado de Estados Unidos, para transmitir información clasificada por medio de l conmutación de paquetes a través de TCP / IP en un entorno seguro.
Está clasificado como Top Secret y SCI. Ofrece servicios tales como documentos de hipertexto y correo electrónico. En otras palabras, la JWICS es la versión Top secret de Internet, del Departamento de Defensa, junto con su contraparte secreta, SIPRNet. JWICS sustituyó a la anteriores DSNET2 y DSNET3, los niveles Top Secret y SCI de la Red de Defensa de datos basado en la tecnología de ARPANET. En el uso día a día, JWICS se utiliza principalmente en la comunidad de inteligencia, con SIPRNet y NIPRNet comprendiendo el inmenso volumen de uso dentro del Departamento de Defensa.
JWICS, fue supuestamente, una de las redes accesadas por Bradley Manning, quien está acusado de filtrar grandes cantidades de material, incluyendo el vídeo Ataque aéreo en Bagdad del 12 de julio de 2007, publicado en Wikileak's, y los cables diplomáticos de EE. UU.